# فرانسوا ژرار
فرانسوا پاسکال سیمون ژرار (۱۲ مارس ۱۷۷۰ – ۱۱ ژانویهٔ ۱۸۳۷) یک نقاش و سیاست‌مدار اهل فرانسه (زادهٔ رم) بود. او از شاگردان ژاک لویی داوید بود و همچنین در حوزهٔ سیاست جزء افسران لژیون دونور محسوب می‌شد.

## نگارخانه

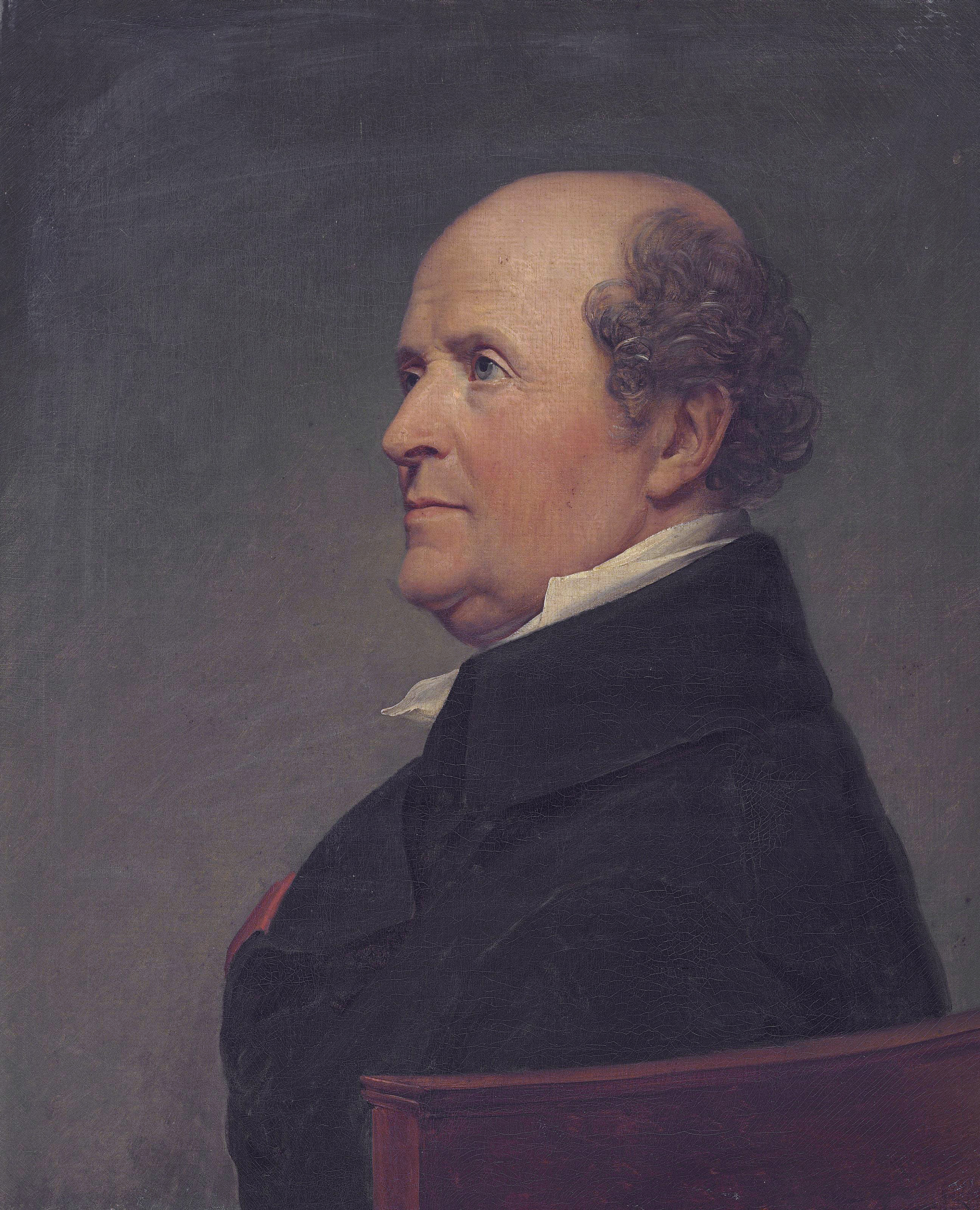
آنتوان دوبوا، اثر فرانسوا ژرار
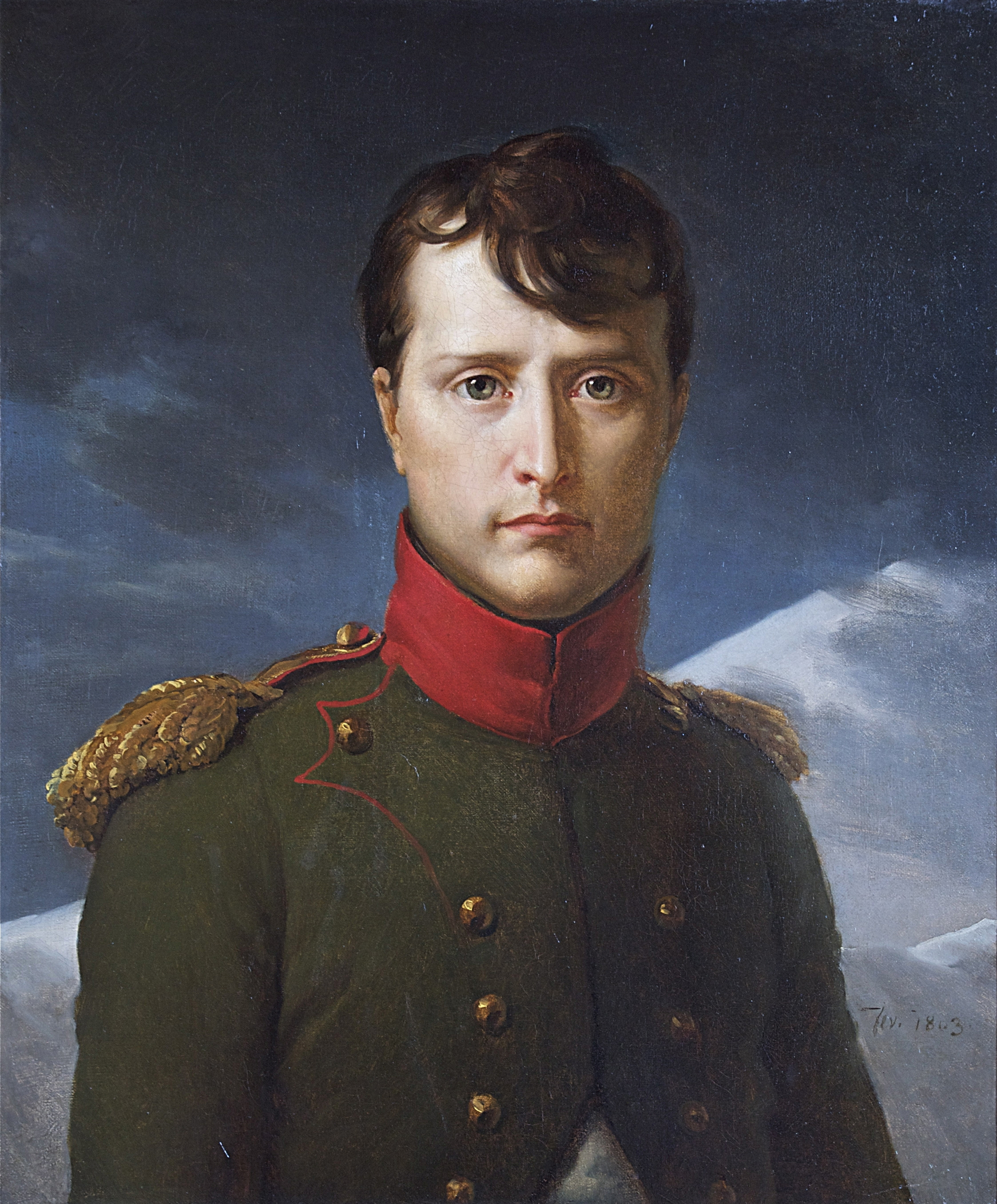
پُرترهٔ ناپلئون بناپارت، اثر فرانسوا ژرار
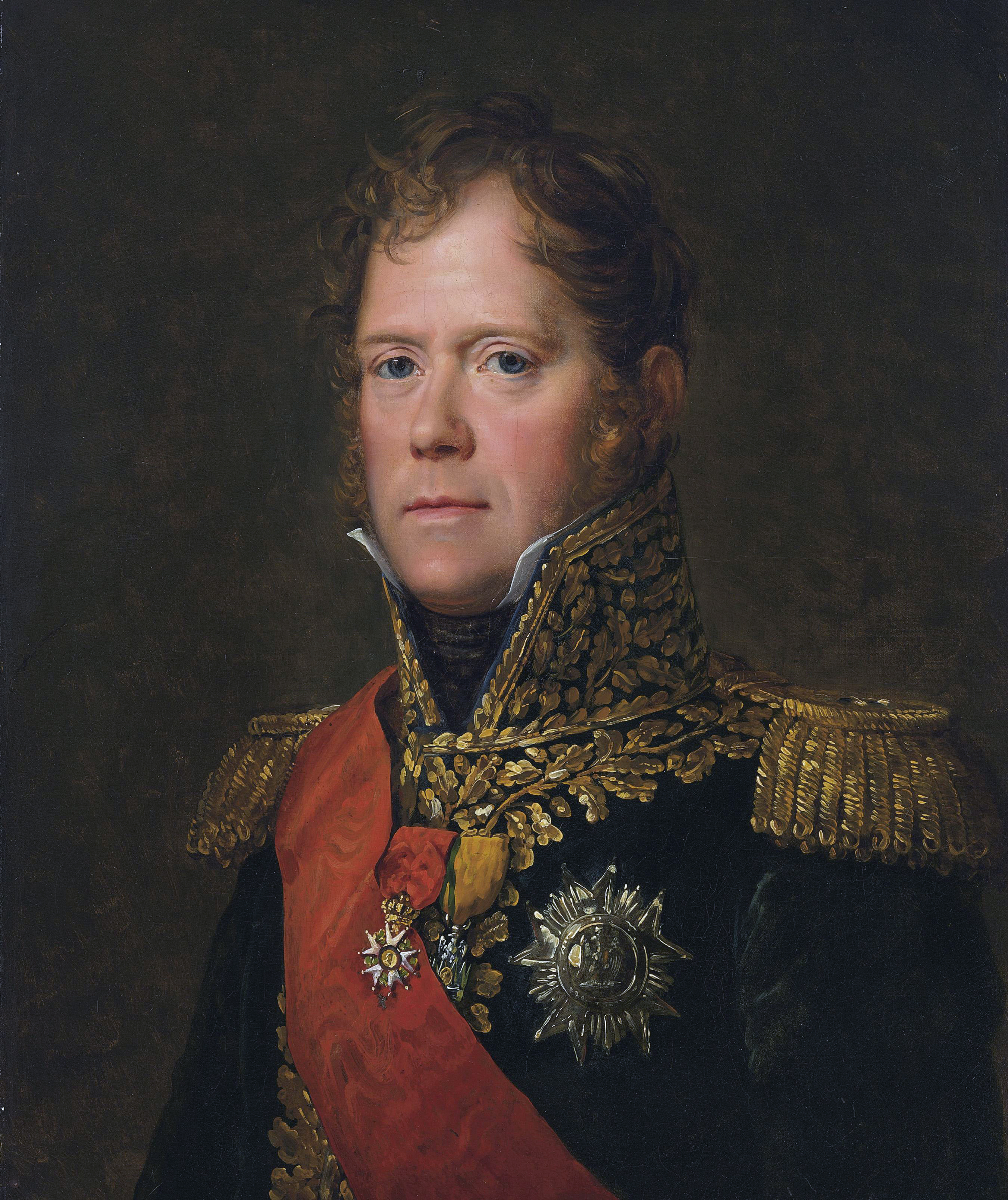
پُرترهٔ مارشال نی
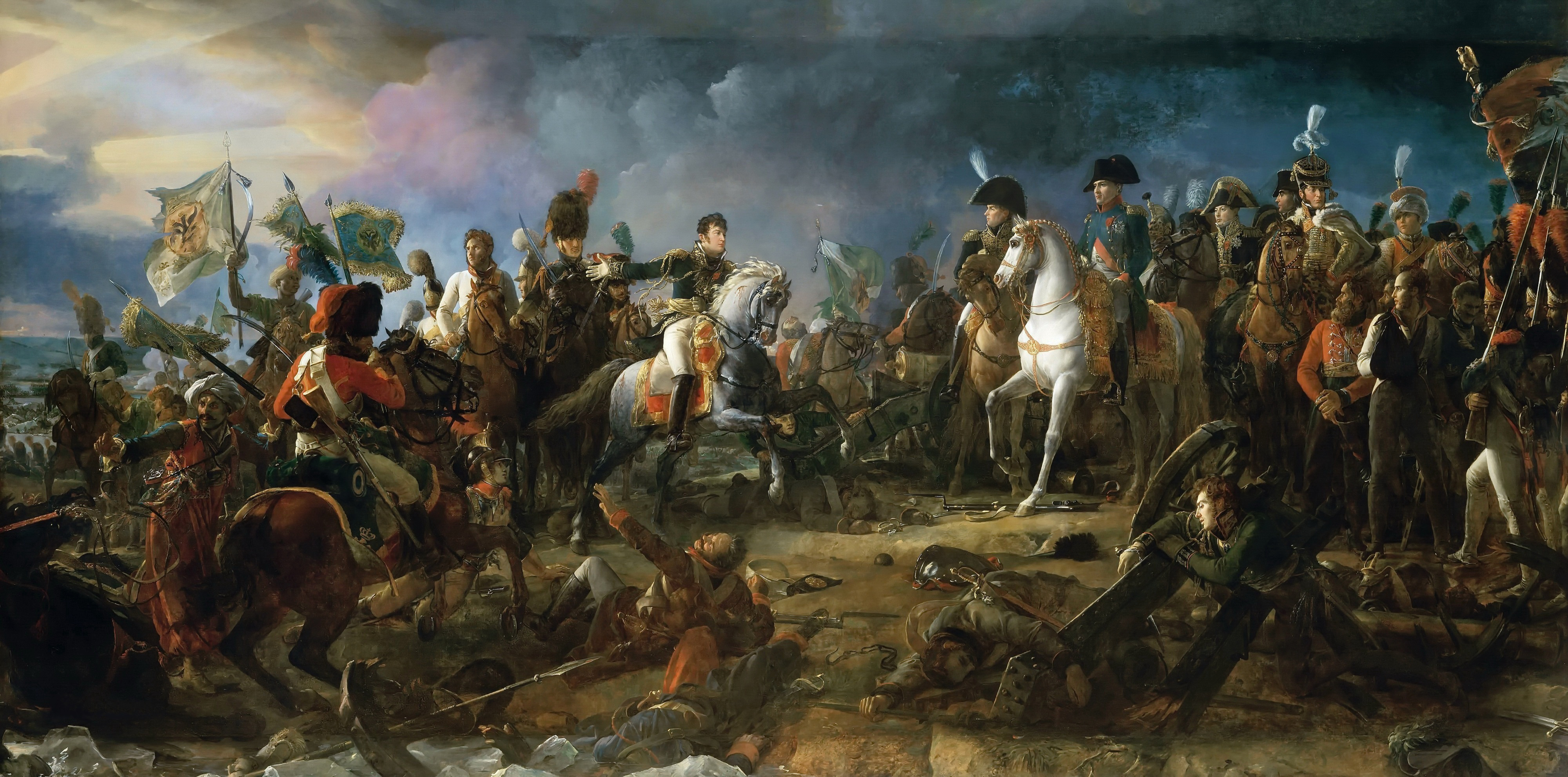
نبرد استرلیتز